# Korytnica (gromada w powiecie węgrowskim)
Korytnica – dawna gromada, czyli najmniejsza jednostka podziału terytorialnego Polskiej Rzeczypospolitej Ludowej w latach 1954–1972.
Gromady, z gromadzkimi radami narodowymi (GRN) jako organami władzy najniższego stopnia na wsi, funkcjonowały od reformy reorganizującej administrację wiejską przeprowadzonej jesienią 1954 do momentu ich zniesienia z dniem 1 stycznia 1973, tym samym wypierając organizację gminną w latach 1954–1972.
Gromadę Korytnica z siedzibą GRN w Korytnicy utworzono – jako jedną z 8759 gromad – w powiecie węgrowskim w woj. warszawskim, na mocy uchwały nr VI/10/22/54 WRN w Warszawie z dnia 5 października 1954. W skład jednostki weszły obszary dotychczasowych gromad Górki Borze, Jaczew, Komory, Korytnica i Wola ze zniesionej gminy Korytnica w tymże powiecie. Dla gromady ustalono 20 członków gromadzkiej rady narodowej.
31 grudnia 1959 do gromady Korytnica przyłączono obszar zniesionej gromady Turna w tymże powiecie (bez wsi Popielów).
31 grudnia 1961 do gromady Korytnica włączono wsie Chmielew, Kruszew, Zalesie i Żelazów ze zniesionej gromady Żelazów w tymże powiecie.
Gromada przetrwała do końca 1972 roku, czyli do kolejnej reformy gminnej. 1 stycznia 1973 w powiecie węgrowskim reaktywowano gminę Korytnica.